# 伪蜥属
伪蜥属（学名：Phenacosaurus）是四鳞爪蜥科的一属。

## 下属物种
本属包括以下物种：
- Phenacosaurus heterodermus Dumeril, 1851